# چون اولین باره
چون اولین باره (کره‌ای: 처음이라서; لاتین‌نویسی اصلاح‌شده: Cheo-eumiraseo) یا اولین بار من (انگلیسی: My First Time) یک مجموعه تلویزیونی محصول کره جنوبی سال ۲۰۱۵ به نویسندگی جونگ هیون جونگ و کارگردانی لی جونگ هیو است. چوی مین هو، پارک سو دام، کیم مین جه، جونگ یو جین، لی یی کیونگ و چو هه جونگ در آن بازی کردند. این مجموعه اولین درامای تولید شده توسط شبکهٔ آن‌استایل است و چهارشنبه‌ها از ۷ اکتبر تا ۲۵ نوامبر ۲۰۱۵ ساعت ۲۳:۰۰ (کی‌اس‌تی) برای هشت قسمت پخش شد. داستان این مجموعه حول محور شش فرد جوان می‌چرخد که در پشت بام خانهٔ ته اوه به عنوان مخفیگاه خود جمع می‌شود و هر کدام از آنها داستان منحصر به فرد خودشان را دارند.
در سال ۲۰۱۹، نتفلیکس این مجموعه را با عنوان عشق اول من بازسازی کرد.

## بازیگران

### اصلی
- چوی مین هو در نقش یون ته اوه[۴]
- پارک سو دام در نقش هان سونگ یی
- کیم مین جه در نقش سو جی آن
- جونگ یو جین در نقش ریو سه هیون
- لی یی کیونگ در نقش چوی هون
- چو هه جونگ در نقش اوه گا رین